# Stanisław Ulam

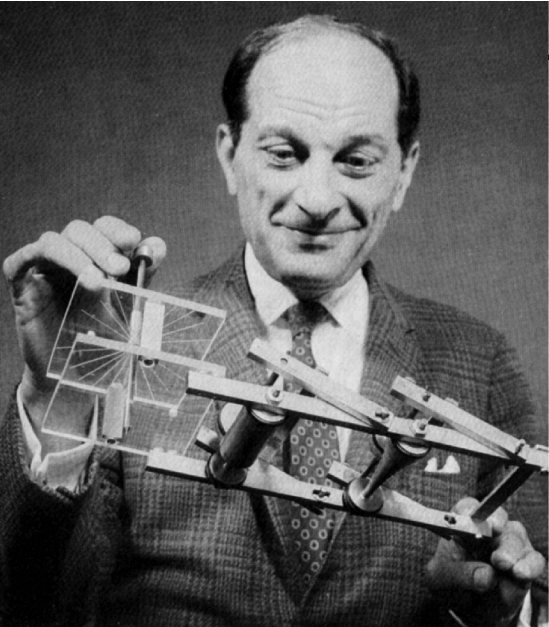
Stan Ulam a FERMIAC-kal

Stanisław Marcin Ulam (Ilyvó, 1909. április 13. – Santa Fe, Új-Mexikó, 1984. május 13.) zsidó származású lengyel-amerikai matematikus, a lwówi matematikai iskola tagja.

## Élete
Szülővárosa műszaki főiskolájában tanult, majd 1933-ban Kazimierz Kuratowski vezetésével doktori fokozatot szerzett matematikából. 1935-ben találkozott Neumann Jánossal, aki meghívta Amerikába a princetoni kutató intézetbe (IAS) egy rövid időre. Ettől kezdve Neumann-nal szoros barátságot ápolt. Órákig tudtak beszélgetni, vicceket mesélni, pletykálni. Amikor Neumann halálos betegen feküdt a kórházban, naponta meglátogatta, és újabb és újabb zsidó viccekkel szórakoztatta.
1936 és 1939 között nyaranta Lengyelországban, tanév közben az Egyesült Államokba dolgozott. 1940-ben a Wisconsin Egyetem tanára lett, majd 1941-ben megkapta az amerikai állampolgárságot. Abban az évben megnősült, feleségül vette Françoise Aront. Egy lányuk született. 1943-tól Los Alamosban dolgozott a Manhattan terv megvalósításában Teller Ede kutatócsoportjában.
1946-tól Los Angelesben tanított a University of Southern California egyetemen. Több egyetemen volt vendégtanár, végül a University of Colorado Boulder tanára lett.

## Munkássága
Első cikkét még diákként közölte 1929-ben. Attól fogva haláláig csak matematikával foglalkozott. Több mint 150 szakcikket közölt. Fő kutatási területei: halmazelmélet, topológia, ergodikus elmélet, csoportelmélet, projektív algebra, számelmélet, kombinatorika és gráfelmélet. Több matematikai fogalom és tétel viseli nevét.